# Arleigh Burke-klass
Arleigh Burke-klass är en klass av amerikanska jagare uppbyggt runt Aegis-systemet och den stora luftspaningsradarn AN/SPY-1. 
Klassen är namngiven efter amiral Arleigh Burke som gjorde sig känd som befälhavare på jagare i Stilla havet under andra världskriget.

## Konstruktion
Arleigh Burke-klassen konstruerades för att ersätta de äldre jagarna i Charles F. Adams-klass och Farragut-klass. Fartygens huvudsakliga uppgift är luftförsvar och de är därför utrustade med den kraftfulla radarn AN/SPY-1D, stridsledningssystemet Aegis och vertikalavfyrade Standard-robotar. För att minska brandrisken är fartygen till största delen byggda i stål, aluminium används bara till skorstenshusen. För splitterskydd används 70 ton kevlar på insidan av skrovet och överbyggnaden för att skydda vitala delar. Alla fartyg har en helikoterplatta och förmåga att tanka och beväpna helikoptrar, men det är bara fartygen i Flight IIA och Flight III som har en hangar och helikopter.

## Fartyg

### Flight I (DDG-51 → DDG-71)

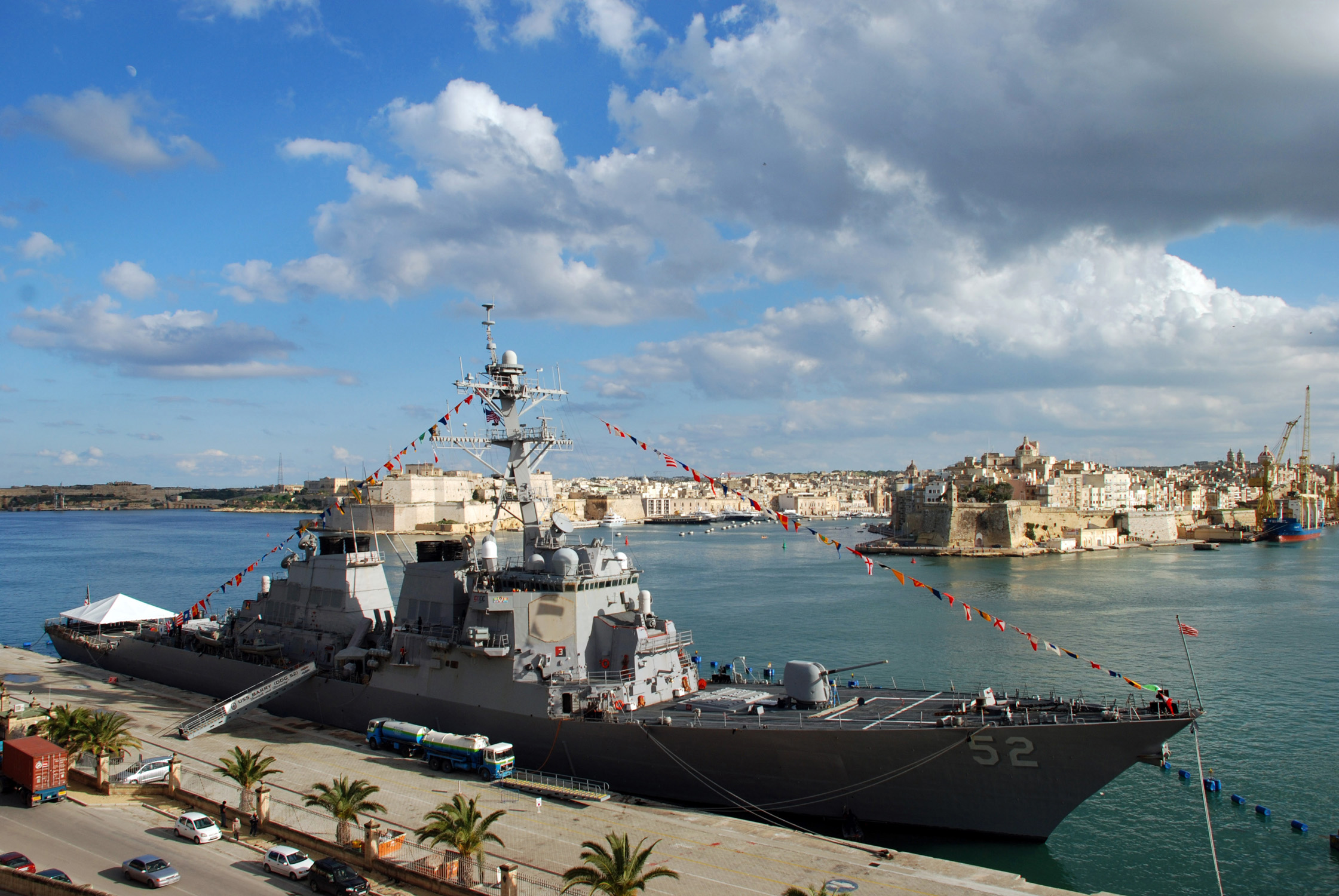
USS Barry (DDG-52) vid kaj under örlogsbesök i Valetta på Malta, 6 januari 2009.

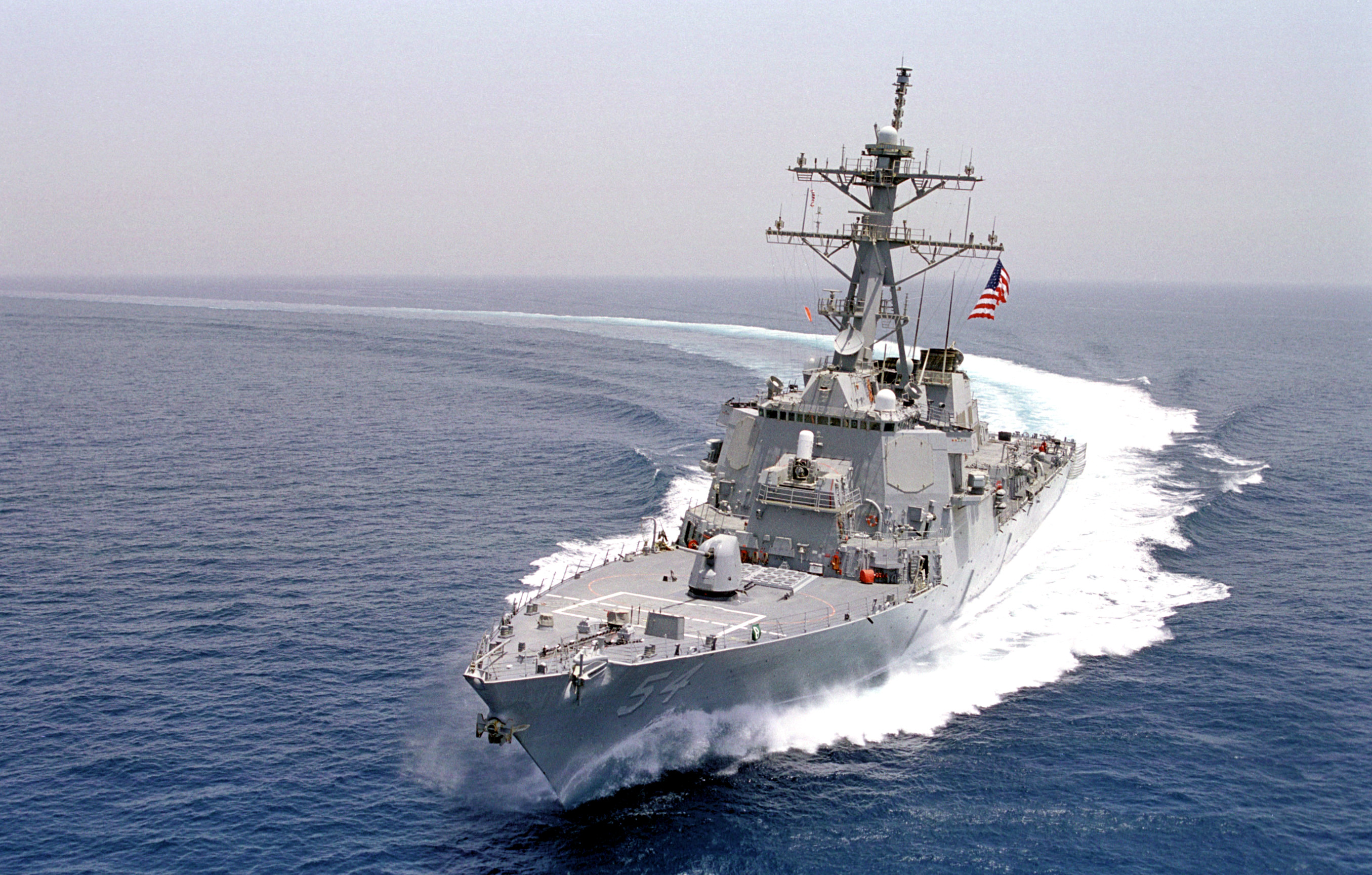
USS Curtis Wilbur (DDG-54) i Arabiska havet, 9 juli 1999.

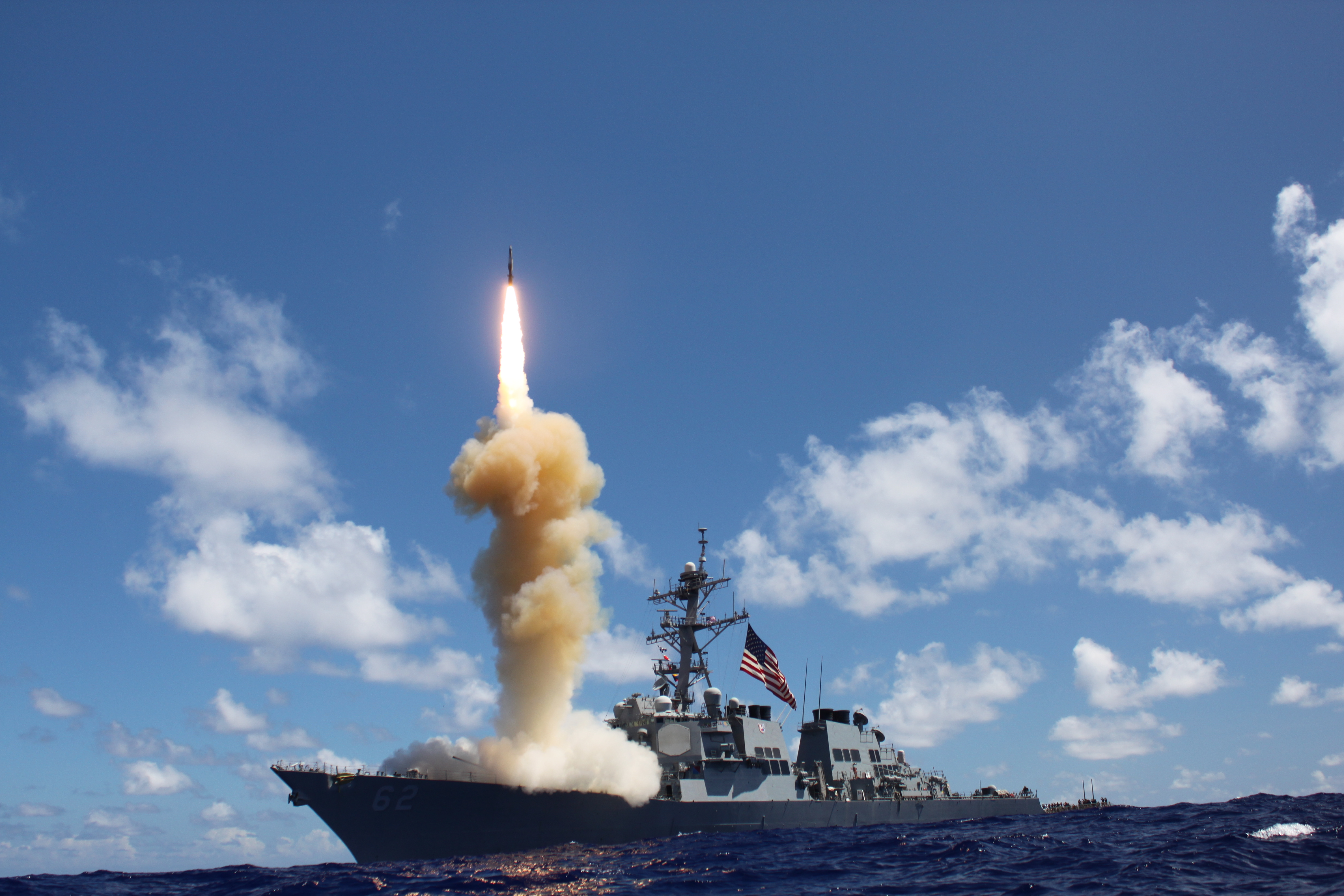
USS Fitzgerald (DDG-62) avfyrar en robot (RIM-161 Standard Missile 3) under övning i Stilla havet, 25 oktober 2012.

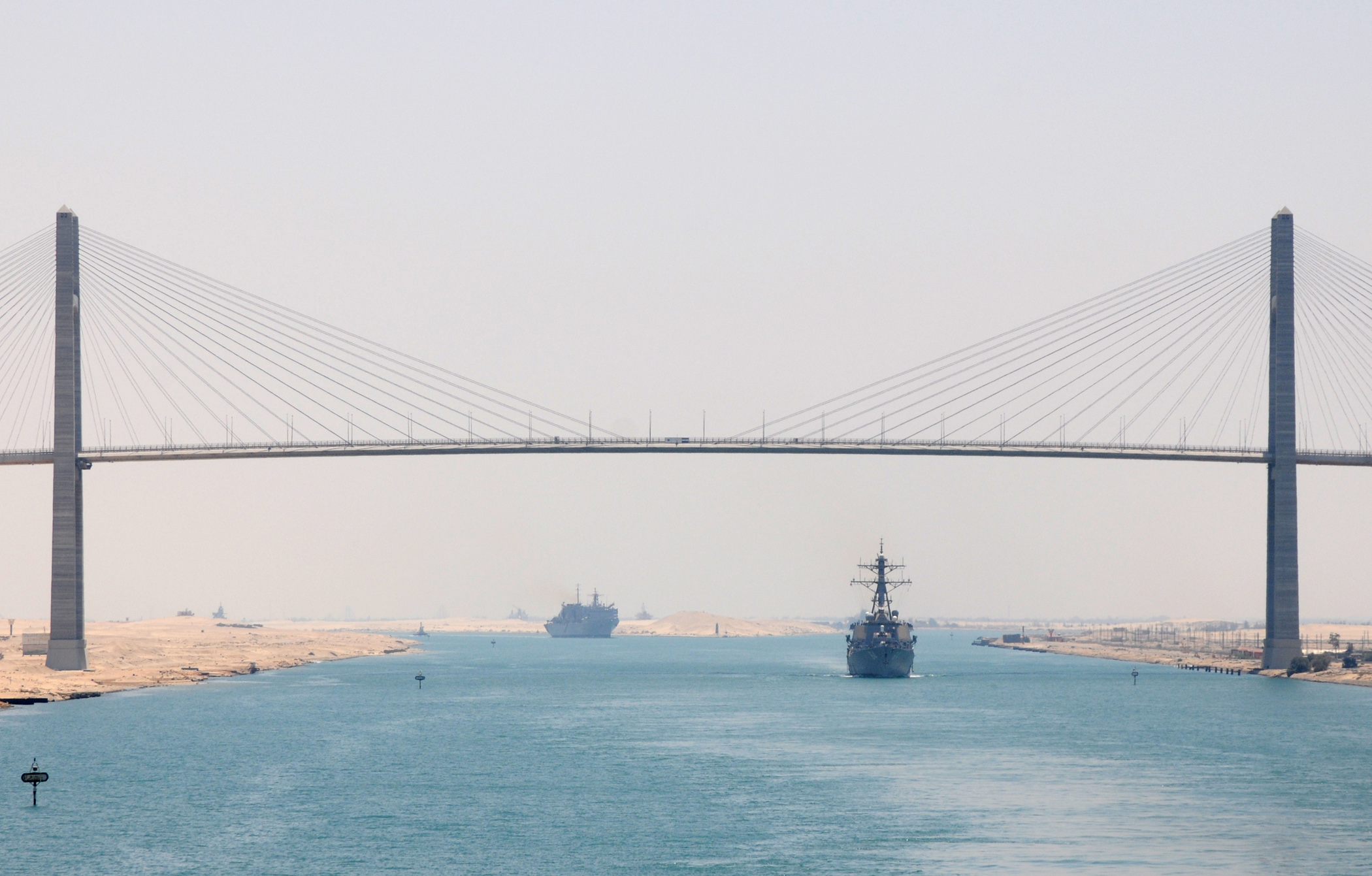
USS Carney (DDG-64) passerar under Suezkanalbron, 4 juli 2010.

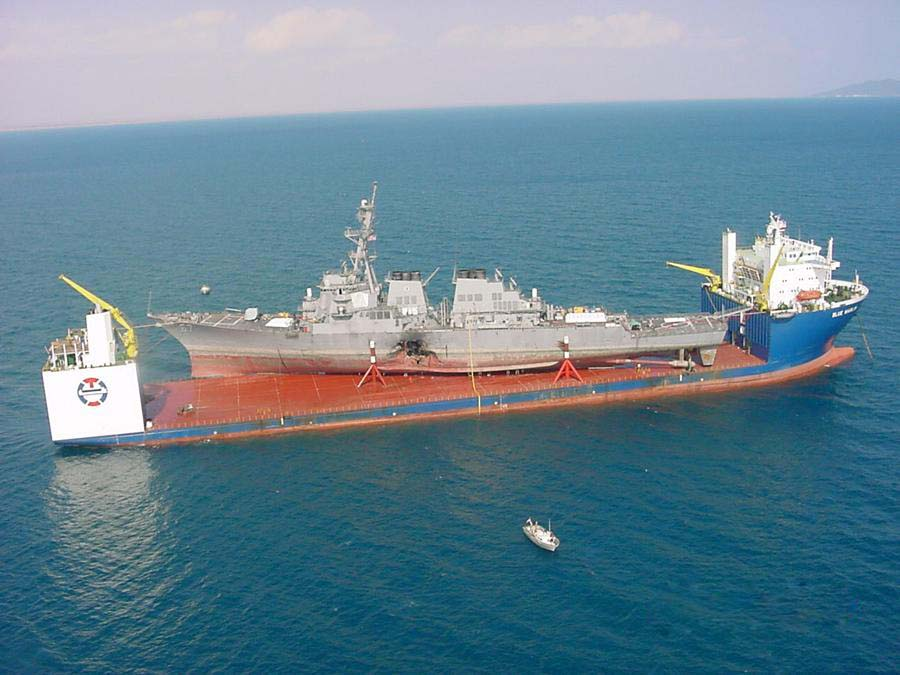
USS Cole (DDG-67) anfölls av självmordsbombare från al-Qaida under hamnbesök i Aden 12 oktober 2001. Här transporteras Cole ombord på MV Blue Marlin tillbaka till USA.

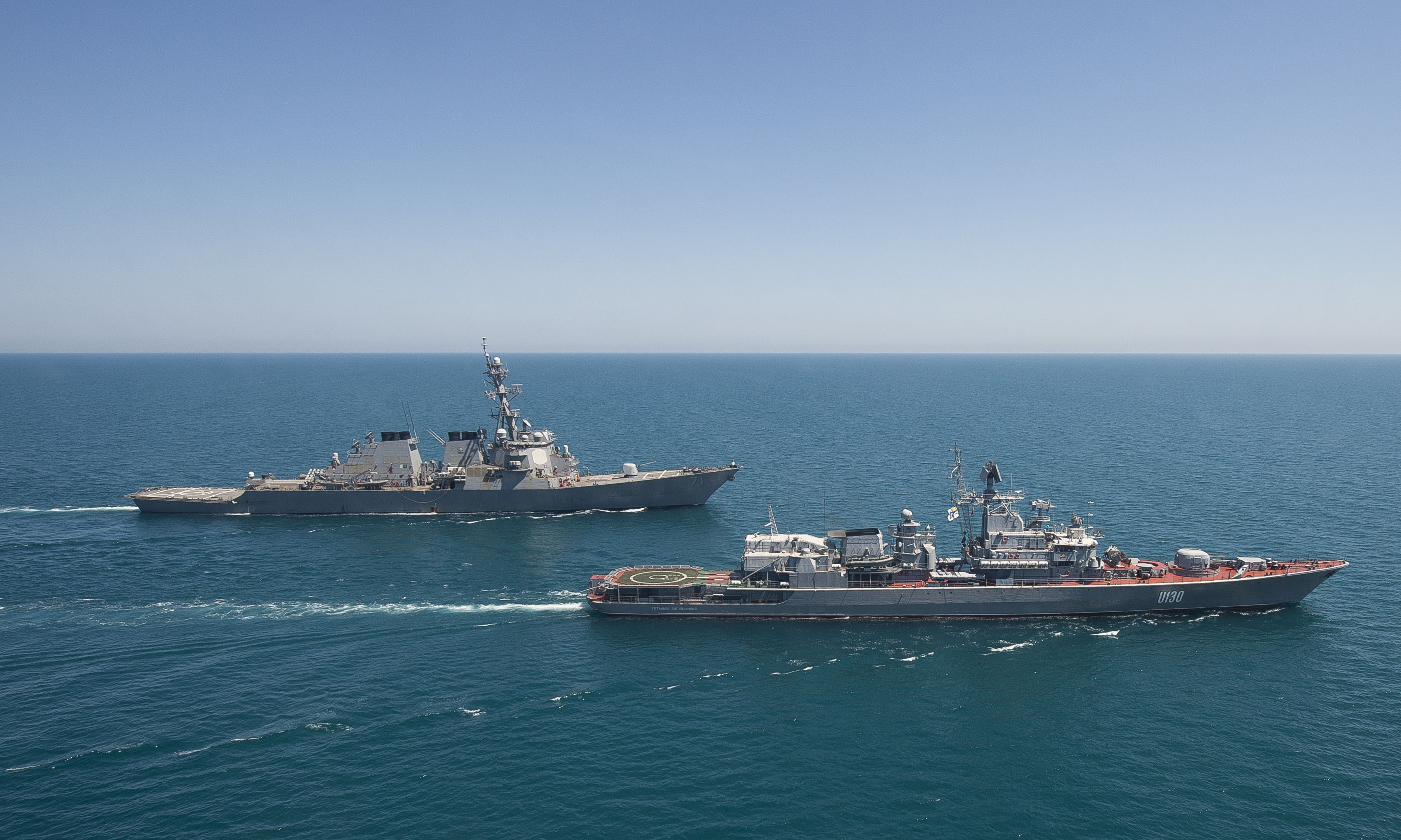
USS Ross (DDG-71) under övning i Svarta havet tillsammans med ukrainska fregatten Hetman Sahaidatšnyi av Krivak-klass, 3 juni 2015.

| Vapensköld | Namn                | Skeppsnummer | Varv                 | Sjösatt           | I tjänst         | Hemmahamn              | Status   |
| Flight I   | Flight I            | Flight I     | Flight I             | Flight I          | Flight I         | Flight I               |          |
| ---------- | ------------------- | ------------ | -------------------- | ----------------- | ---------------- | ---------------------- | -------- |
|            | USS Arleigh Burke   | DDG-51       | Bath Iron Works      | 16 september 1989 | 4 juli 1991      | Norfolk, Virginia      | I tjänst |
|            | USS Barry           | DDG-52       | Ingalls Shipbuilding | 8 juni 1991       | 12 december 1992 | Norfolk, Virginia      | I tjänst |
|            | USS John Paul Jones | DDG-53       | Bath Iron Works      | 26 oktober 1991   | 18 december 1993 | San Diego, Kalifornien | I tjänst |
|            | USS Curtis Wilbur   | DDG-54       | Bath Iron Works      | 16 maj 1992       | 19 mars 1994     | Yokosuka, Japan        | I tjänst |
|            | USS Stout           | DDG-55       | Ingalls Shipbuilding | 16 oktober 1992   | 13 augusti 1994  | Norfolk, Virginia      | I tjänst |
|            | USS John S. McCain  | DDG-56       | Bath Iron Works      | 26 september 1992 | 2 juli 1994      | Yokosuka, Japan        | I tjänst |
|            | USS Mitscher        | DDG-57       | Ingalls Shipbuilding | 7 maj 1993        | 10 december 1994 | Norfolk, Virginia      | I tjänst |
|            | USS Laboon          | DDG-58       | Bath Iron Works      | 20 februari 1993  | 18 mars 1995     | Norfolk, Virginia      | I tjänst |
|            | USS Russell         | DDG-59       | Ingalls Shipbuilding | 20 oktober 1993   | 20 maj 1995      | Pearl Harbor, Hawaii   | I tjänst |
|            | USS Paul Hamilton   | DDG-60       | Bath Iron Works      | 24 juli 1993      | 27 maj 1995      | Pearl Harbor, Hawaii   | I tjänst |
|            | USS Ramage          | DDG-61       | Ingalls Shipbuilding | 11 februari 1994  | 22 juli 1995     | Norfolk, Virginia      | I tjänst |
|            | USS Fitzgerald      | DDG-62       | Bath Iron Works      | 29 januari 1994   | 14 oktober 1995  | Yokosuka, Japan        | I tjänst |
|            | USS Stethem         | DDG-63       | Ingalls Shipbuilding | 17 juli 1994      | 21 oktober 1995  | Yokosuka, Japan        | I tjänst |
|            | USS Carney          | DDG-64       | Bath Iron Works      | 23 juli 1994      | 13 april 1996    | Mayport, Florida       | I tjänst |
|            | USS Benfold         | DDG-65       | Ingalls Shipbuilding | 9 november 1994   | 30 mars 1996     | San Diego, Kalifornien | I tjänst |
|            | USS Gonzalez        | DDG-66       | Bath Iron Works      | 18 februari 1995  | 12 oktober 1996  | Norfolk, Virginia      | I tjänst |
|            | USS Cole            | DDG-67       | Ingalls Shipbuilding | 10 februari 1995  | 8 juni 1996      | Norfolk, Virginia      | I tjänst |
|            | USS The Sullivans   | DDG-68       | Bath Iron Works      | 12 augusti 1995   | 19 april 1997    | Mayport, Florida       | I tjänst |
|            | USS Milius          | DDG-69       | Ingalls Shipbuilding | 1 augusti 1995    | 23 november 1996 | San Diego, Kalifornien | I tjänst |
|            | USS Hopper          | DDG-70       | Bath Iron Works      | 6 januari 1996    | 6 september 1997 | Pearl Harbor, Hawaii   | I tjänst |
|            | USS Ross            | DDG-71       | Ingalls Shipbuilding | 22 mars 1996      | 28 juni 1997     | Norfolk, Virginia      | I tjänst |

### Flight II (DDG-72 → DDG-78)

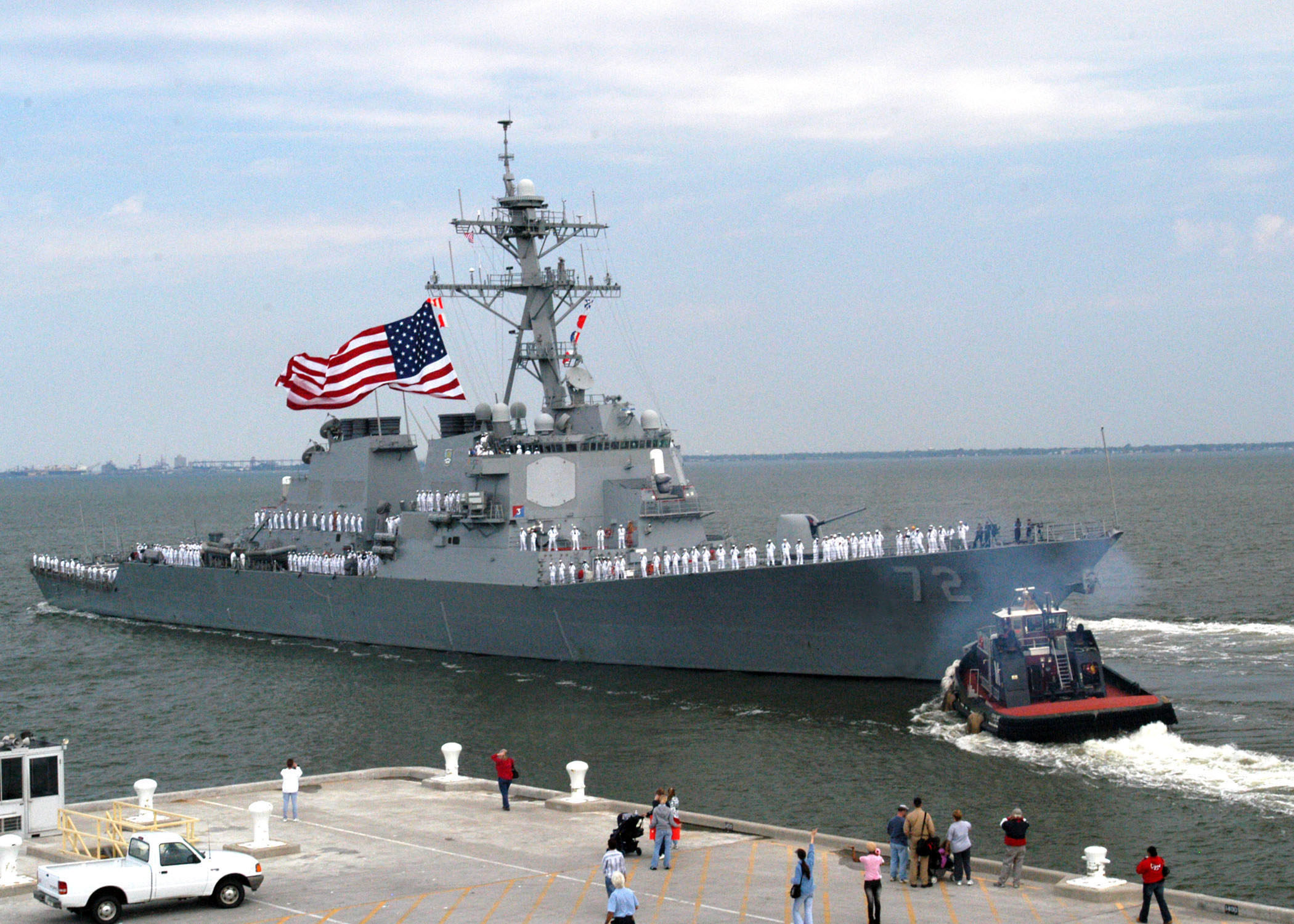
USS Mahan (DDG-72) lämnar Naval Station Norfolk, 16 maj 2005.

USS Higgins (DDG-76) sedd från flygdäcket på amfibiefartyget, 5 juni 2012.

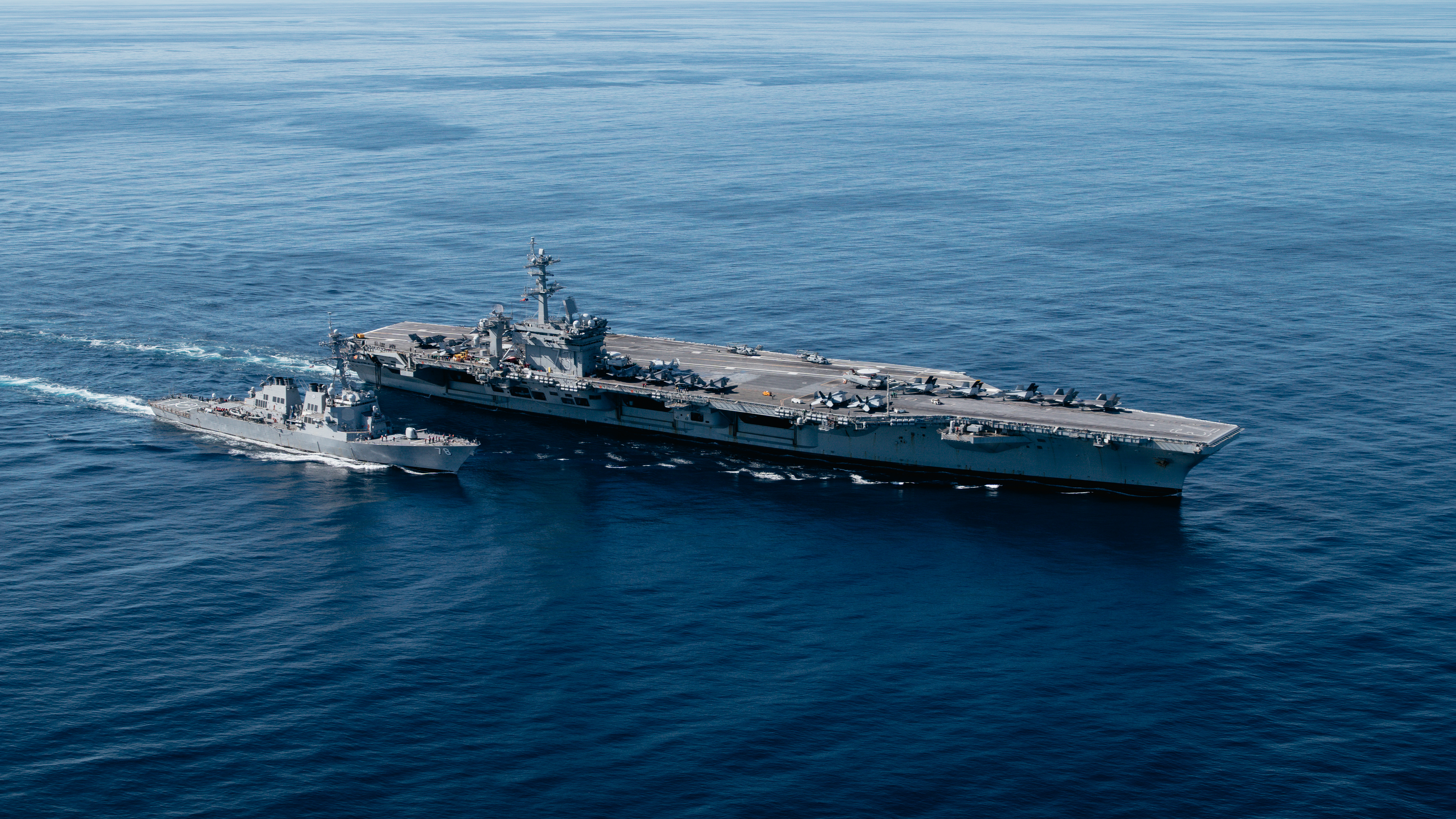
USS Porter (DDG-78) vid styrbords sida av i Atlanten, 26 februari 2024

| Vapensköld | Namn            | Skeppsnummer | Varv                 | Sjösatt          | I tjänst        | Hemmahamn              | Status   |
| Flight II  | Flight II       | Flight II    | Flight II            | Flight II        | Flight II       | Flight II              |          |
| ---------- | --------------- | ------------ | -------------------- | ---------------- | --------------- | ---------------------- | -------- |
|            | USS Mahan       | DDG-72       | Bath Iron Works      | 29 juni 1996     | 2 februari 1998 | Norfolk, Virginia      | I tjänst |
|            | USS Decatur     | DDG-73       | Bath Iron Works      | 10 november 1996 | 29 augusti 1998 | San Diego, Kalifornien | I tjänst |
|            | USS McFaul      | DDG-74       | Ingalls Shipbuilding | 18 januari 1997  | 25 april 1998   | Norfolk, Virginia      | I tjänst |
|            | USS Donald Cook | DDG-75       | Bath Iron Works      | 3 maj 1997       | 4 december 1998 | Norfolk, Virginia      | I tjänst |
|            | USS Higgins     | DDG-76       | Bath Iron Works      | 4 oktober 1997   | 24 april 1999   | San Diego, Kalifornien | I tjänst |
|            | USS O'Kane      | DDG-77       | Bath Iron Works      | 28 mars 1998     | 23 oktober 1999 | Pearl Harbor, Hawaii   | I tjänst |
|            | USS Porter      | DDG-78       | Ingalls Shipbuilding | 12 november 1997 | 20 mars 1999    | Norfolk, Virginia      | I tjänst |

### Flight IIA (DDG-79 → DDG-84)

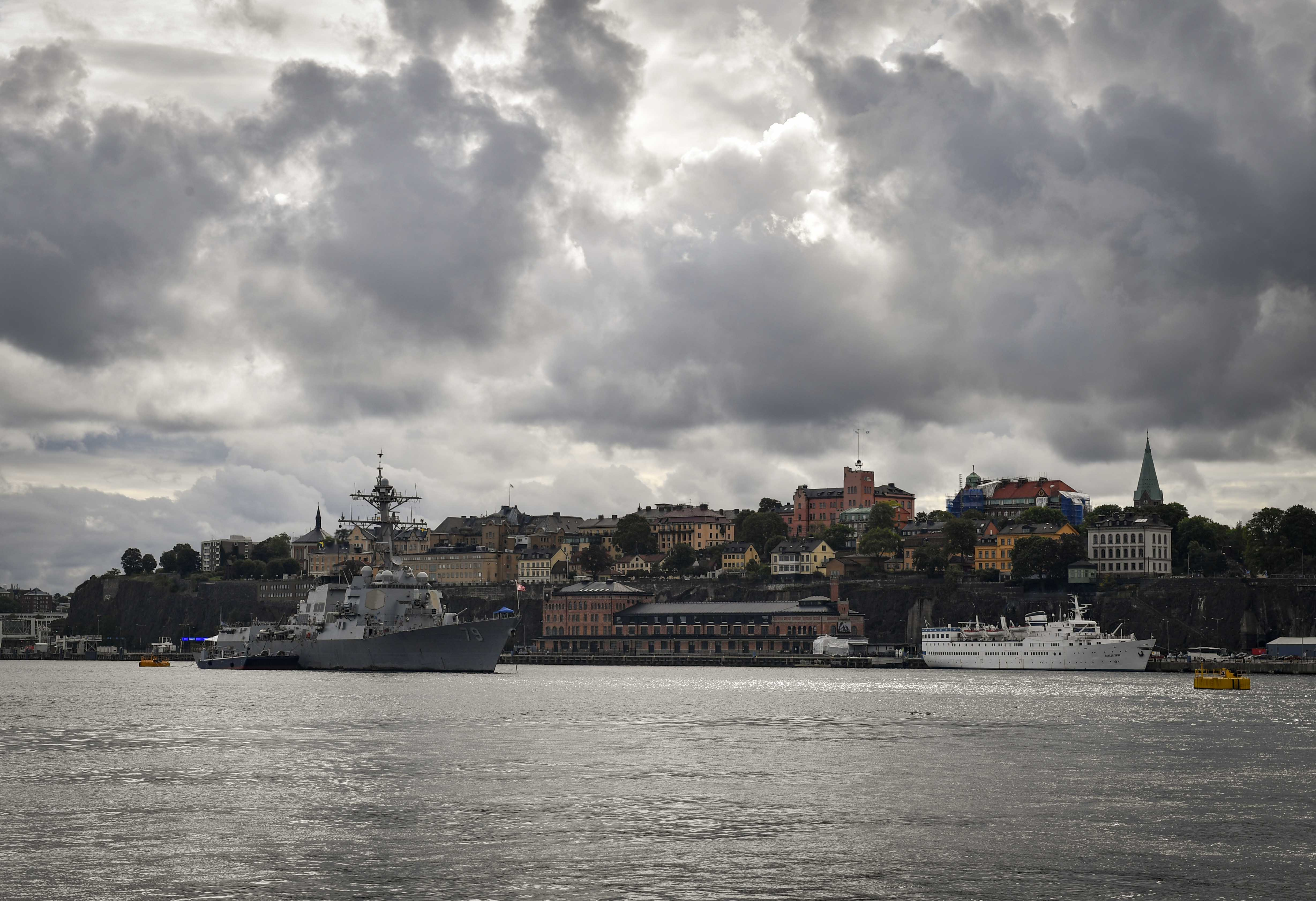
USS Oscar Austin (DDG-79) ankrad på Saltsjön/Strömmen under besök i Stockholm, 17 september 2017.

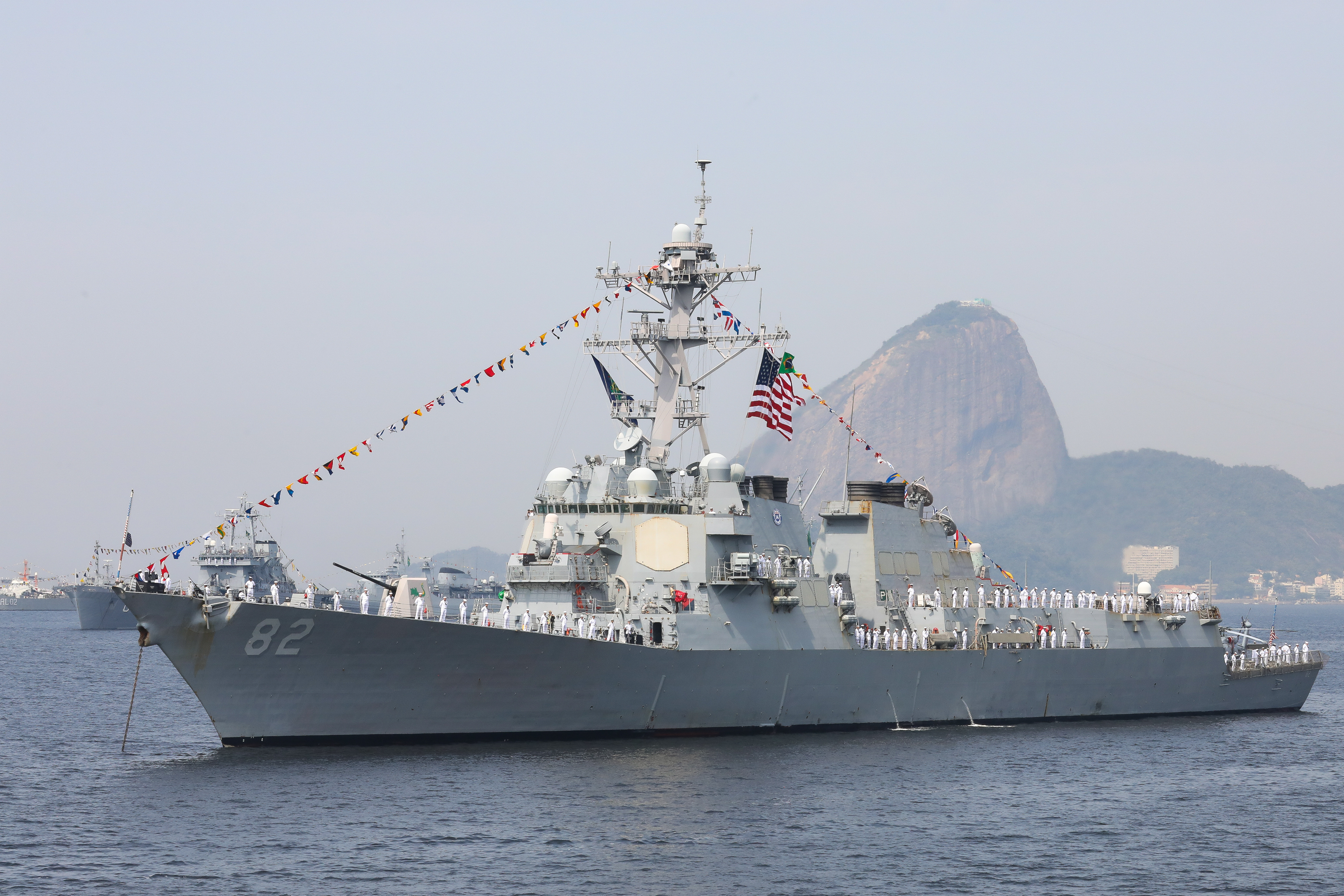
USS Lassen (DDG-82), under besök och deltagande i flottrevy i Rio de Janeiro (med Sockertoppen i bakgrunden) i samband med 200 års jubileet av brasilianska självständigheten, 10 september 2022.

| Vapensköld  | Namn                     | Skeppsnummer | Varv                 | Sjösatt          | I tjänst        | Hemmahamn              | Status   |
| Flight IIA: | Flight IIA:              | Flight IIA:  | Flight IIA:          | Flight IIA:      | Flight IIA:     | Flight IIA:            |          |
| ----------- | ------------------------ | ------------ | -------------------- | ---------------- | --------------- | ---------------------- | -------- |
|             | USS Oscar Austin         | DDG-79       | Bath Iron Works      | 7 november 1998  | 19 augusti 2000 | Norfolk, Virginia      | I tjänst |
|             | USS Roosevelt            | DDG-80       | Ingalls Shipbuilding | 10 januari 1999  | 14 oktober 2000 | Mayport, Florida       | I tjänst |
|             | USS Winston S. Churchill | DDG-81       | Bath Iron Works      | 17 april 1999    | 10 mars 2001    | Norfolk, Virginia      | I tjänst |
|             | USS Lassen               | DDG-82       | Ingalls Shipbuilding | 16 oktober 1999  | 21 april 2001   | Yokosuka, Japan        | I tjänst |
|             | USS Howard               | DDG-83       | Bath Iron Works      | 20 november 1999 | 20 oktober 2001 | San Diego, Kalifornien | I tjänst |
|             | USS Bulkeley             | DDG-84       | Ingalls Shipbuilding | 21 juni 2000     | 8 december 2001 | Norfolk, Virginia      | I tjänst |

### Flight IIA (DDG-85 → DDG-112)

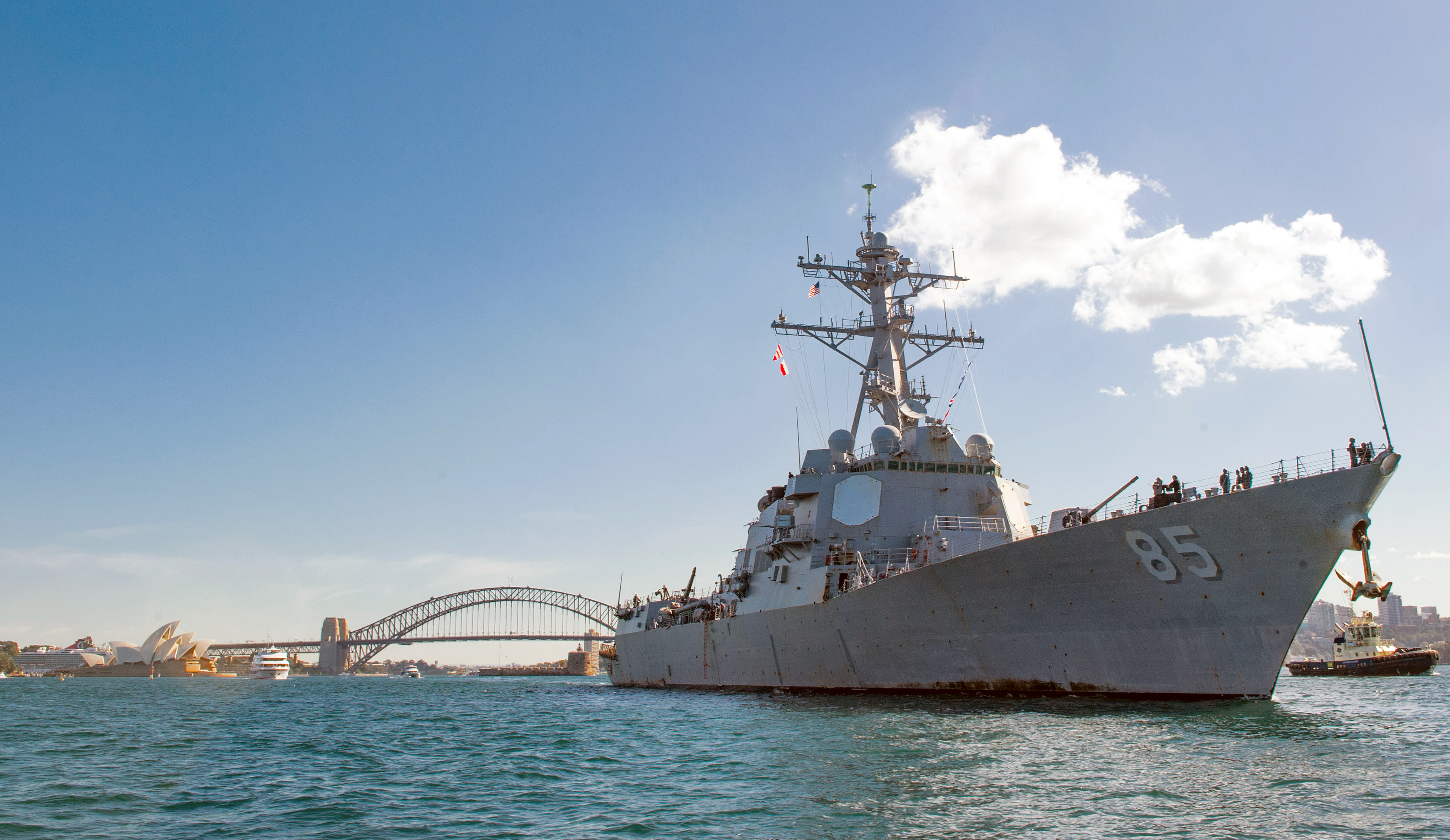
USS McCampbell (DDG-85) lämnar Sydney med Operahuset och Harbour Bridge i bakgrunden efter besök, 28 juli 2017.

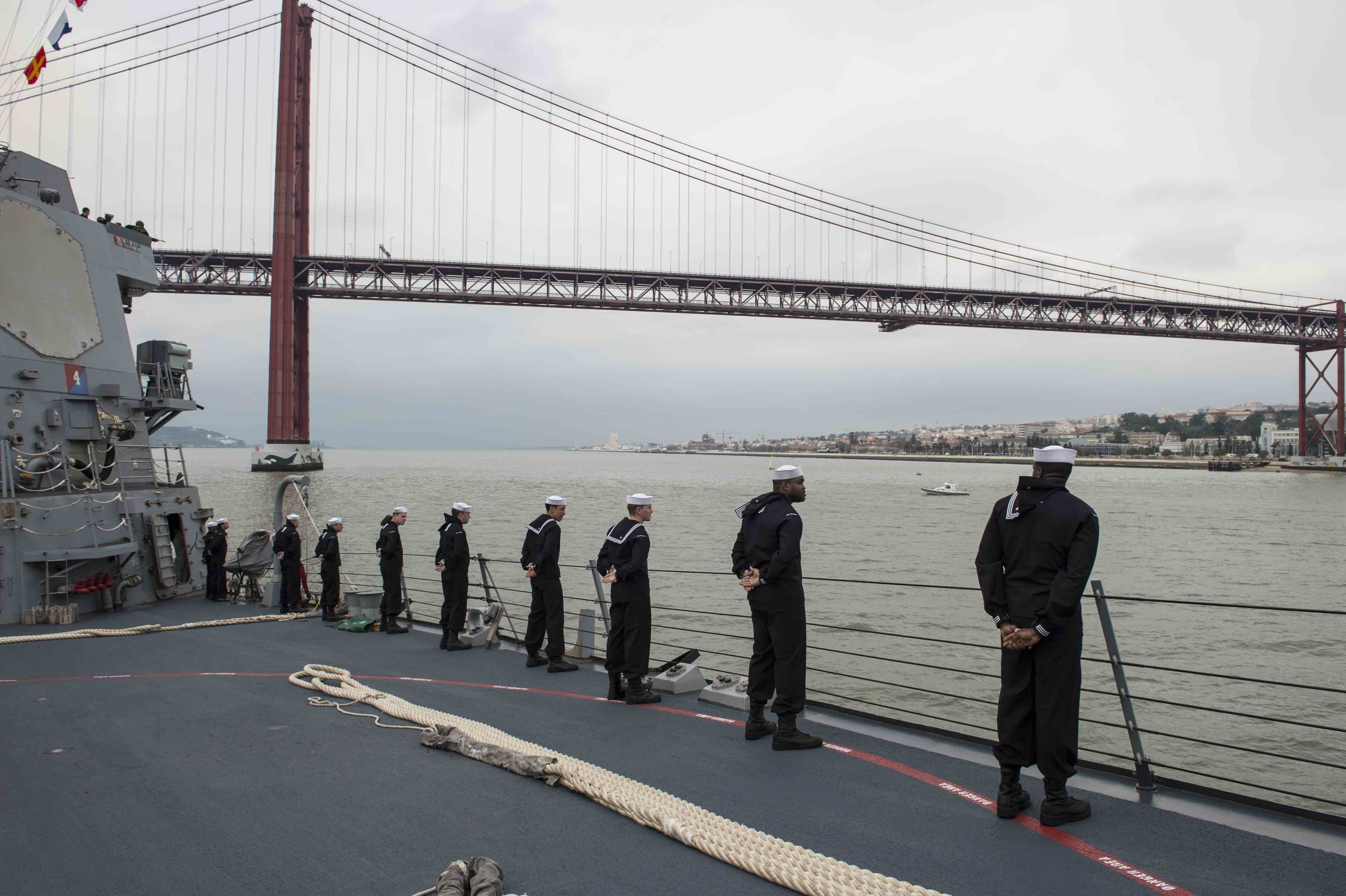
USS Farragut (DDG-99) anlöper Lissabon under 25 april-bron, 15 mars 2025.

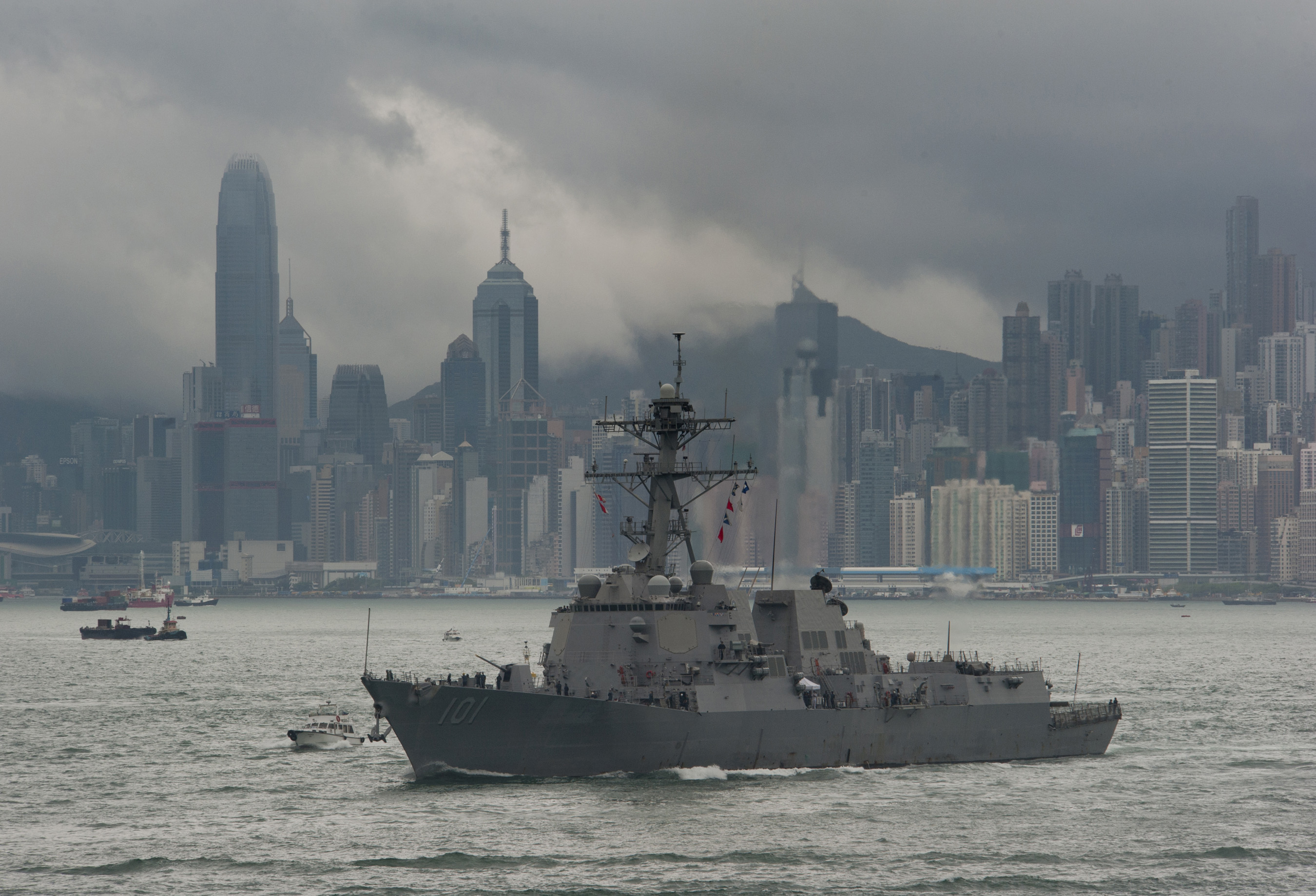
USS Gridley (DDG 101) under besök i Hong Kong, 22 maj 2011.

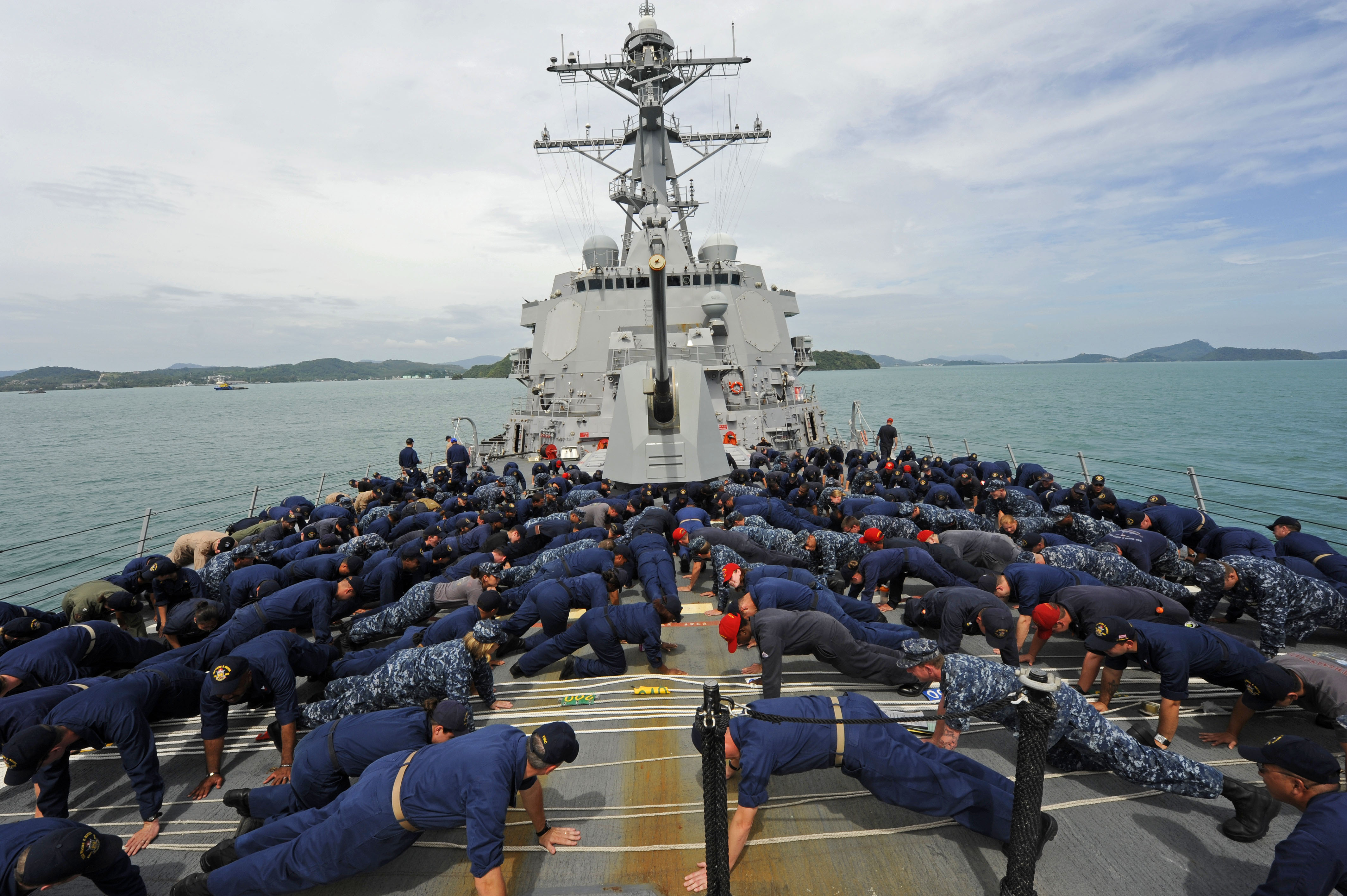
Delar av besättningen ombord på USS Wayne E. Meyer (DDG-108) gör armhävningar efter avklarat besök i Phuket, 14 november 2011.

| Vapensköld                                                                       | Namn                                                                             | Skeppsnummer                                                                     | Varv                                                                             | Sjösatt                                                                          | I tjänst                                                                         | Hemmahamn                                                                        | Status   |
| Flight IIA: fartyg med endast en 5"/62 (12.7 cm) Mark 45 Mod 4 samt en 20mm CIWS | Flight IIA: fartyg med endast en 5"/62 (12.7 cm) Mark 45 Mod 4 samt en 20mm CIWS | Flight IIA: fartyg med endast en 5"/62 (12.7 cm) Mark 45 Mod 4 samt en 20mm CIWS | Flight IIA: fartyg med endast en 5"/62 (12.7 cm) Mark 45 Mod 4 samt en 20mm CIWS | Flight IIA: fartyg med endast en 5"/62 (12.7 cm) Mark 45 Mod 4 samt en 20mm CIWS | Flight IIA: fartyg med endast en 5"/62 (12.7 cm) Mark 45 Mod 4 samt en 20mm CIWS | Flight IIA: fartyg med endast en 5"/62 (12.7 cm) Mark 45 Mod 4 samt en 20mm CIWS |          |
| -------------------------------------------------------------------------------- | -------------------------------------------------------------------------------- | -------------------------------------------------------------------------------- | -------------------------------------------------------------------------------- | -------------------------------------------------------------------------------- | -------------------------------------------------------------------------------- | -------------------------------------------------------------------------------- | -------- |
|                                                                                  | USS McCampbell                                                                   | DDG-85                                                                           | Bath Iron Works                                                                  | 2 juli 2000                                                                      | 17 augusti 2002                                                                  | Yokosuka, Japan                                                                  | I tjänst |
|                                                                                  | USS Shoup                                                                        | DDG-86                                                                           | Ingalls Shipbuilding                                                             | 22 november 2000                                                                 | 22 juni 2002                                                                     | Everett, Washington                                                              | I tjänst |
|                                                                                  | USS Mason                                                                        | DDG-87                                                                           | Bath Iron Works                                                                  | 23 juni 2001                                                                     | 12 april 2003                                                                    | Norfolk, Virginia                                                                | I tjänst |
|                                                                                  | USS Preble                                                                       | DDG-88                                                                           | Ingalls Shipbuilding                                                             | 1 juni 2001                                                                      | 9 november 2002                                                                  | San Diego, Kalifornien                                                           | I tjänst |
|                                                                                  | USS Mustin                                                                       | DDG-89                                                                           | Ingalls Shipbuilding                                                             | 12 december 2001                                                                 | 26 juli 2003                                                                     | Yokosuka, Japan                                                                  | I tjänst |
|                                                                                  | USS Chafee                                                                       | DDG-90                                                                           | Bath Iron Works                                                                  | 2 november 2002                                                                  | 18 oktober 2003                                                                  | Pearl Harbor, Hawaii                                                             | I tjänst |
|                                                                                  | USS Pinckney                                                                     | DDG-91                                                                           | Ingalls Shipbuilding                                                             | 26 juni 2002                                                                     | 29 maj 2004                                                                      | San Diego, Kalifornien                                                           | I tjänst |
|                                                                                  | USS Momsen                                                                       | DDG-92                                                                           | Bath Iron Works                                                                  | 19 juli 2003                                                                     | 28 augusti 2004                                                                  | Everett, Washington                                                              | I tjänst |
|                                                                                  | USS Chung-Hoon                                                                   | DDG-93                                                                           | Ingalls Shipbuilding                                                             | 15 december 2002                                                                 | 18 september 2004                                                                | Pearl Harbor, Hawaii                                                             | I tjänst |
|                                                                                  | USS Nitze                                                                        | DDG-94                                                                           | Bath Iron Works                                                                  | 3 april 2004                                                                     | 5 mars 2005                                                                      | Norfolk, Virginia                                                                | I tjänst |
|                                                                                  | USS James E. Williams                                                            | DDG-95                                                                           | Ingalls Shipbuilding                                                             | 25 juni 2003                                                                     | 11 december 2004                                                                 | Norfolk, Virginia                                                                | I tjänst |
|                                                                                  | USS Bainbridge                                                                   | DDG-96                                                                           | Bath Iron Works                                                                  | 13 november 2004                                                                 | 12 november 2005                                                                 | Norfolk, Virginia                                                                | I tjänst |
|                                                                                  | USS Halsey                                                                       | DDG-97                                                                           | Ingalls Shipbuilding                                                             | 9 januari 2004                                                                   | 30 juli 2005                                                                     | San Diego, Kalifornien                                                           | I tjänst |
|                                                                                  | USS Forrest Sherman                                                              | DDG-98                                                                           | Ingalls Shipbuilding                                                             | 2 oktober 2004                                                                   | 28 januari 2006                                                                  | Norfolk, Virginia                                                                | I tjänst |
|                                                                                  | USS Farragut                                                                     | DDG-99                                                                           | Bath Iron Works                                                                  | 23 juli 2005                                                                     | 10 juni 2006                                                                     | Mayport, Florida                                                                 | I tjänst |
|                                                                                  | USS Kidd                                                                         | DDG-100                                                                          | Ingalls Shipbuilding                                                             | 22 januari 2005                                                                  | 9 juni 2007                                                                      | San Diego, Kalifornien                                                           | I tjänst |
|                                                                                  | USS Gridley                                                                      | DDG-101                                                                          | Bath Iron Works                                                                  | 28 december 2005                                                                 | 10 februari 2007                                                                 | San Diego, Kalifornien                                                           | I tjänst |
|                                                                                  | USS Sampson                                                                      | DDG-102                                                                          | Bath Iron Works                                                                  | 16 september 2006                                                                | 3 november 2007                                                                  | San Diego, Kalifornien                                                           | I tjänst |
|                                                                                  | USS Truxtun                                                                      | DDG-103                                                                          | Ingalls Shipbuilding                                                             | 2 juni 2007                                                                      | 25 april 2009                                                                    | Norfolk, Virginia                                                                | I tjänst |
|                                                                                  | USS Sterett                                                                      | DDG-104                                                                          | Bath Iron Works                                                                  | 19 maj 2007                                                                      | 9 augusti 2008                                                                   | San Diego, Kalifornien                                                           | I tjänst |
|                                                                                  | USS Dewey                                                                        | DDG-105                                                                          | Ingalls Shipbuilding                                                             | 26 januari 2008                                                                  | 6 mars 2010                                                                      | San Diego, Kalifornien                                                           | I tjänst |
|                                                                                  | USS Stockdale                                                                    | DDG-106                                                                          | Bath Iron Works                                                                  | 10 maj 2008                                                                      | 18 april 2009                                                                    | San Diego, Kalifornien                                                           | I tjänst |
|                                                                                  | USS Gravely                                                                      | DDG-107                                                                          | Ingalls Shipbuilding                                                             | 30 mars 2009                                                                     | 20 november 2010                                                                 | Norfolk, Virginia                                                                | I tjänst |
|                                                                                  | USS Wayne E. Meyer                                                               | DDG-108                                                                          | Bath Iron Works                                                                  | 18 oktober 2008                                                                  | 10 oktober 2009                                                                  | San Diego, Kalifornien                                                           | I tjänst |
|                                                                                  | USS Jason Dunham                                                                 | DDG-109                                                                          | Bath Iron Works                                                                  | 1 augusti 2009                                                                   | 13 november 2010                                                                 | Norfolk, Virginia                                                                | I tjänst |
|                                                                                  | USS William P. Lawrence                                                          | DDG-110                                                                          | Ingalls Shipbuilding                                                             | 15 december 2009                                                                 | 4 juni 2011                                                                      | San Diego, Kalifornien                                                           | I tjänst |
|                                                                                  | USS Spruance                                                                     | DDG-111                                                                          | Bath Iron Works                                                                  | 6 juni 2010                                                                      | 1 oktober 2011                                                                   | San Diego, Kalifornien                                                           | I tjänst |
|                                                                                  | USS Michael Murphy                                                               | DDG-112                                                                          | Bath Iron Works                                                                  | 7 maj 2011                                                                       | 6 oktober 2012                                                                   | Pearl Harbor, Hawaii                                                             | I tjänst |

### Flight IIA: Restart (DDG-113 → DDG-115)

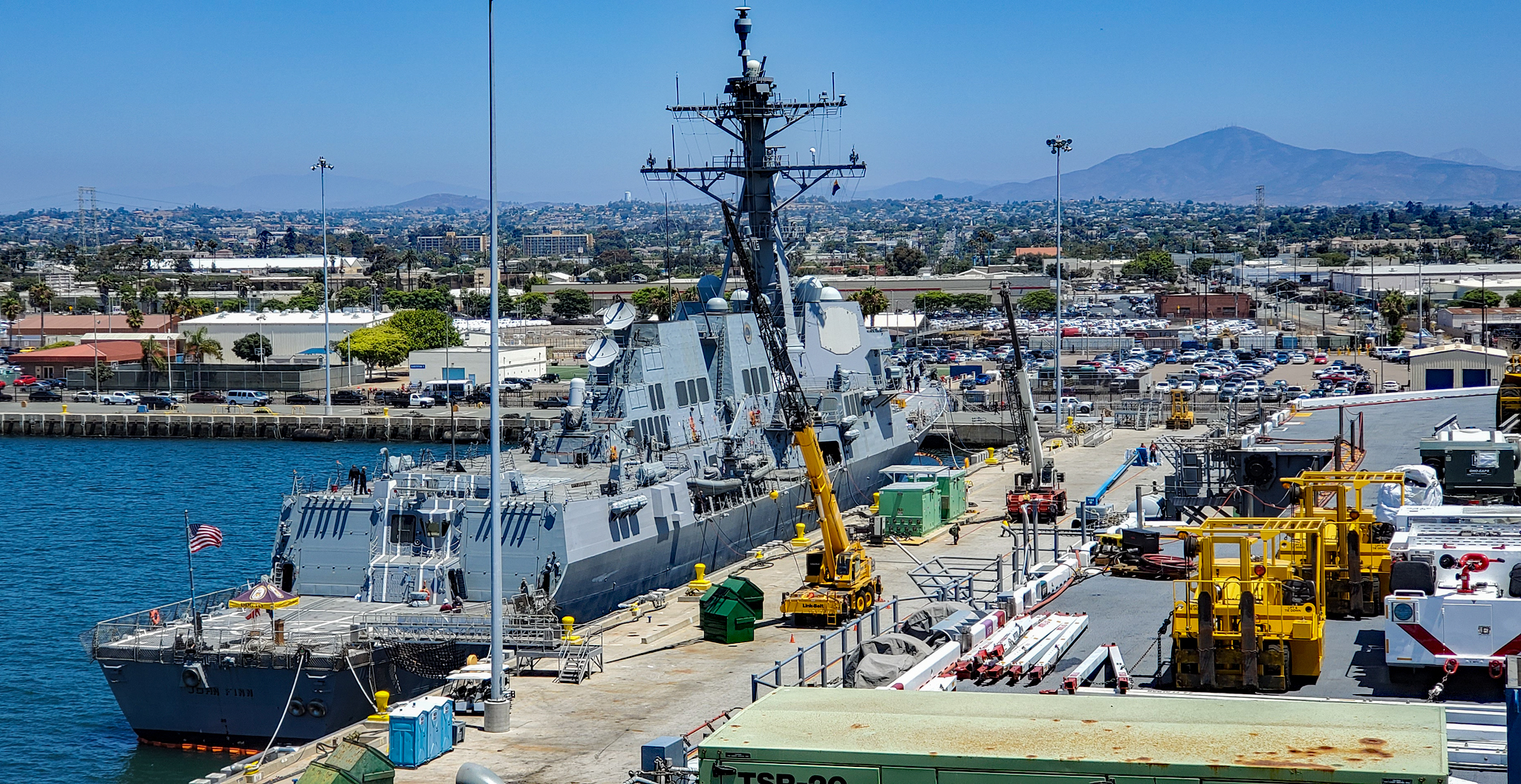
USS John Finn (DDG-113) vid kaj på Naval Base San Diego, 12 augusti 2019.

| Vapensköld          | Namn                | Skeppsnummer        | Varv                 | Sjösatt             | I tjänst            | Hemmahamn              | Status   |
| Flight IIA: Restart | Flight IIA: Restart | Flight IIA: Restart | Flight IIA: Restart  | Flight IIA: Restart | Flight IIA: Restart | Flight IIA: Restart    |          |
| ------------------- | ------------------- | ------------------- | -------------------- | ------------------- | ------------------- | ---------------------- | -------- |
|                     | USS John Finn       | DDG-113             | Ingalls Shipbuilding | 28 mars 2015        | 15 juli 2017        | San Diego, Kalifornien | I tjänst |
|                     | USS Ralph Johnson   | DDG-114             | Ingalls Shipbuilding | 12 december 2015    | 24 mars 2018        | Yokosuka, Japan        | I tjänst |
|                     | USS Rafael Peralta  | DDG-115             | Bath Iron Works      | 1 november 2015     | 29 juli 2017        | Yokosuka, Japan        | I tjänst |

### Flight IIA: Technology Insertion (DDG-116 → DDG-127)

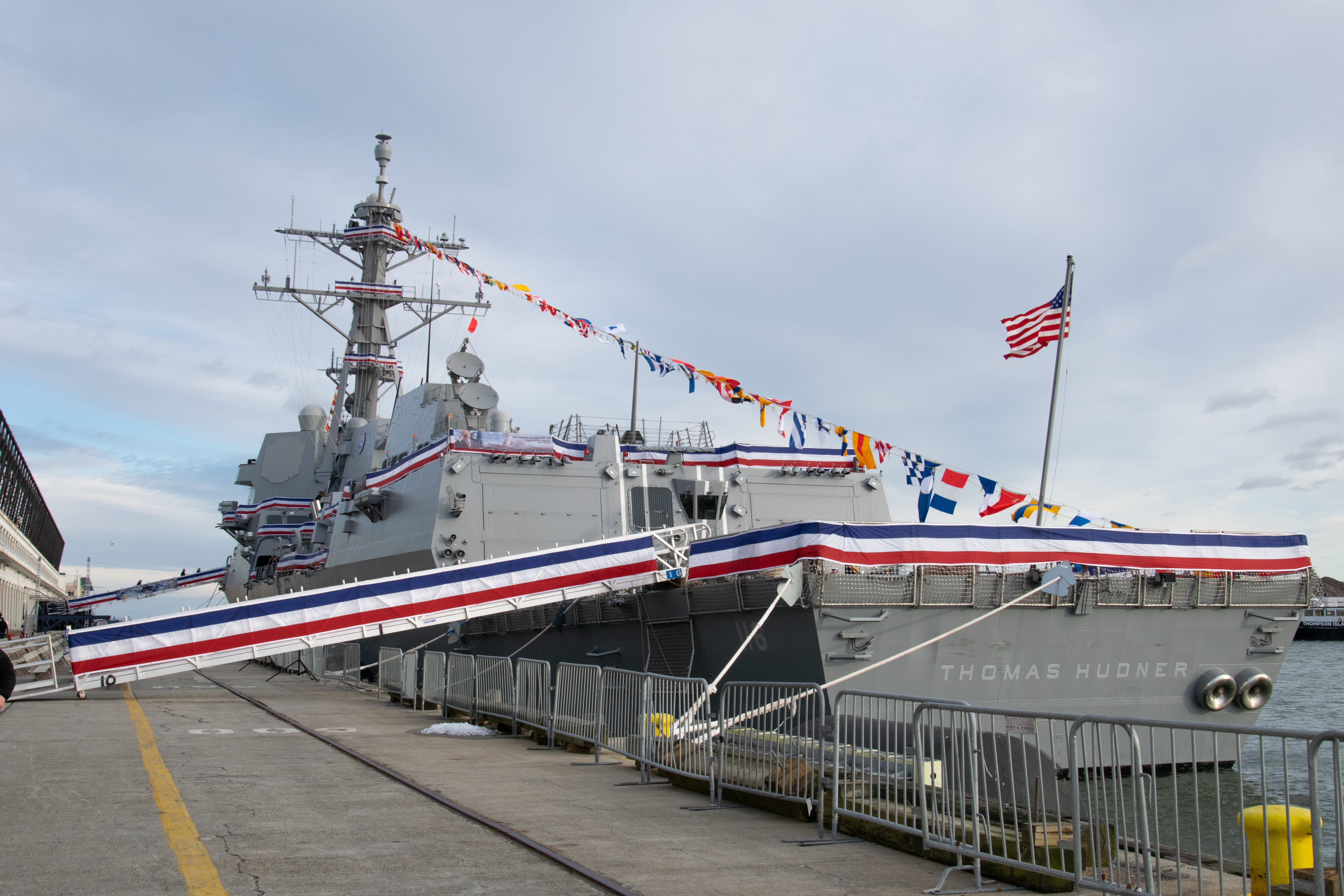
USS Thomas Hudner vid kaj i Boston, 29 november 2018.

| Vapensköld                       | Namn                             | Skeppsnummer                     | Varv                             | Sjösatt                          | I tjänst                         | Hemmahamn                        | Status     |
| Flight IIA: Technology Insertion | Flight IIA: Technology Insertion | Flight IIA: Technology Insertion | Flight IIA: Technology Insertion | Flight IIA: Technology Insertion | Flight IIA: Technology Insertion | Flight IIA: Technology Insertion |            |
| -------------------------------- | -------------------------------- | -------------------------------- | -------------------------------- | -------------------------------- | -------------------------------- | -------------------------------- | ---------- |
|                                  | USS Thomas Hudner                | DDG-116                          | Bath Iron Works                  | 23 april 2017                    | 1 december 2018                  | Mayport, Florida                 | I tjänst   |
|                                  | USS Paul Ignatius                | DDG-117                          | Ingalls Shipbuilding             | 12 november 2016                 | 27 juli 2019                     | Rota, Spanien                    | I tjänst   |
|                                  | USS Daniel Inouye                | DDG-118                          | Bath Iron Works                  | 27 oktober 2019                  | 8 December 2021                  | Pearl Harbor, Hawaii             | I tjänst   |
|                                  | USS Delbert D. Black             | DDG-119                          | Ingalls Shipbuilding             | 8 september 2017                 | 26 september 2020                | Mayport, Florida                 | I tjänst   |
|                                  | USS Carl M. Levin                | DDG-120                          | Bath Iron Works                  | 16 maj 2021                      | 2022                             | Pearl Harbor, Hawaii             | Sjösatt    |
|                                  | USS Frank E. Petersen Jr.        | DDG-121                          | Ingalls Shipbuilding             | 13 juli 2018                     | 14 maj 2022                      | Pearl Harbor, Hawaii             | I tjänst   |
|                                  | USS John Basilone                | DDG-122                          | Bath Iron Works                  | 12 juni 2022                     | 9 november 2024                  | Mayport, Florida                 | I tjänst   |
|                                  | USS Lenah H. Sutcliffe Higbee    | DDG-123                          | Ingalls Shipbuilding             | 27 januari 2020                  | 13 maj 2023                      | San Diego, Kalifornien           | I tjänst   |
|                                  | USS Harvey C. Barnum Jr.         | DDG-124                          | Bath Iron Works                  | 6 april 2021                     | 2025                             |                                  | Sjösatt    |
|                                  | USS Patrick Gallagher            | DDG-127                          | Bath Iron Works                  | 30 mars 2022                     |                                  |                                  | Kölsträckt |

### Flight III (DDG-125 →)

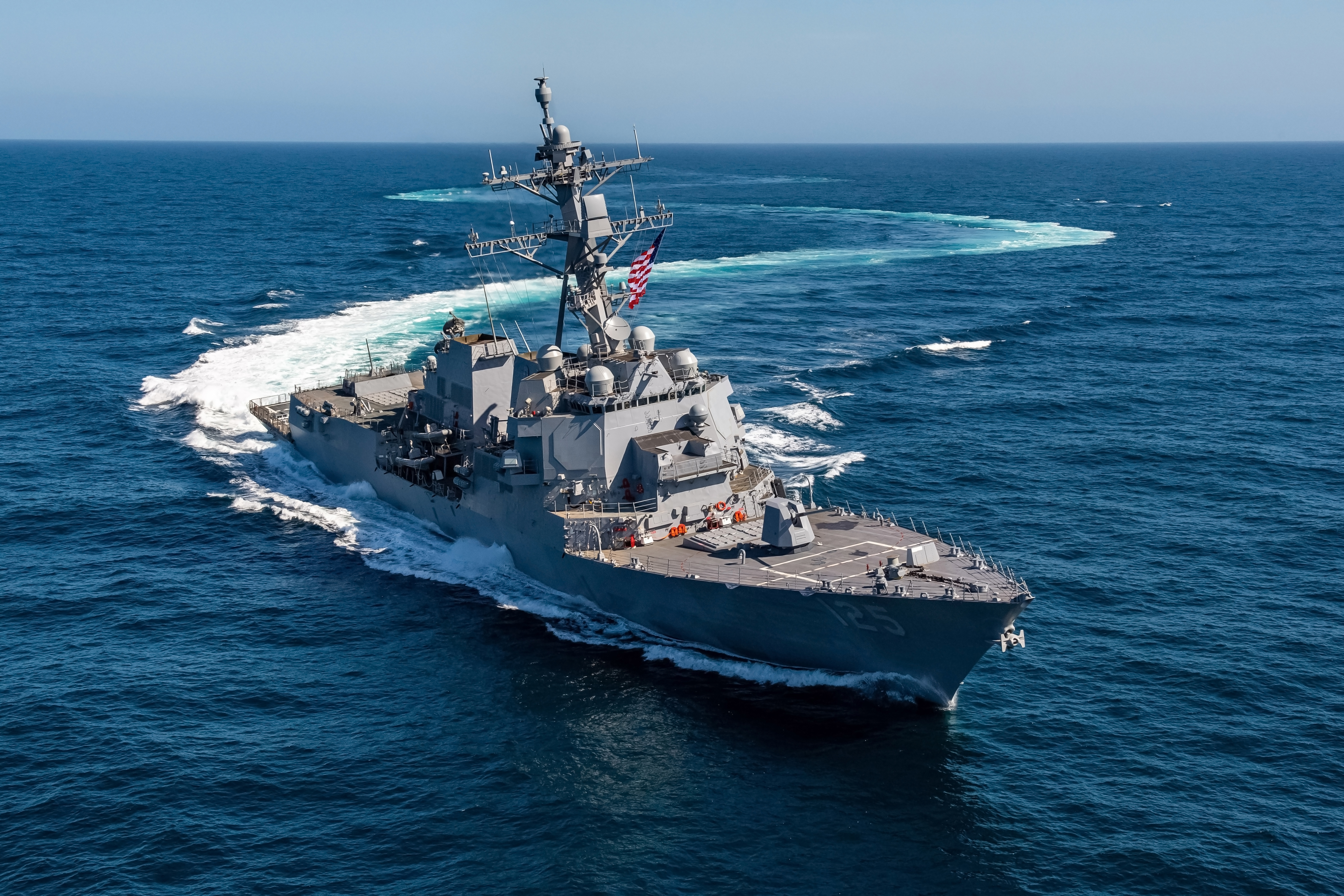
USS Jack H. Lucas under provturer, 18 maj 2023.

| Vapensköld | Namn                      | Skeppsnummer | Varv                 | Sjösatt     | I tjänst       | Hemmahamn              | Status     |
| Flight III | Flight III                | Flight III   | Flight III           | Flight III  | Flight III     | Flight III             |            |
| ---------- | ------------------------- | ------------ | -------------------- | ----------- | -------------- | ---------------------- | ---------- |
|            | USS Jack H. Lucas         | DDG-125      | Ingalls Shipbuilding | 4 juni 2021 | 7 oktober 2023 | San Diego, Kalifornien | I tjänst   |
|            | USS Louis H. Wilson Jr.   | DDG-126      | Bath Iron Works      |             |                |                        | Beställd   |
|            | USS Ted Stevens           | DDG-128      | Ingalls Shipbuilding |             |                |                        | Kölsträckt |
|            | USS Jeremiah Denton       | DDG-129      | Ingalls Shipbuilding |             |                |                        | Kölsträckt |
|            | USS William Charette      | DDG-130      | Bath Iron Works      |             |                |                        | Beställd   |
|            | USS George M. Neal        | DDG-131      | Ingalls Shipbuilding |             |                |                        | Beställd   |
|            | USS Quentin Walsh         | DDG-132      | Bath Iron Works      |             |                |                        | Beställd   |
|            | USS Sam Nunn              | DDG-133      | Ingalls Shipbuilding |             |                |                        | Beställd   |
|            | USS John E. Kilmer        | DDG-134      | Bath Iron Works      |             |                |                        | Beställd   |
|            | USS Thad Cochran          | DDG-135      | Ingalls Shipbuilding |             |                |                        | Beställd   |
|            | USS Richard G. Lugar      | DDG-136      | Bath Iron Works      |             |                |                        | Beställd   |
|            | USS John F. Lehman        | DDG-137      | Ingalls Shipbuilding |             |                |                        | Beställd   |
|            | USS J. William Middendorf | DDG-138      | Bath Iron Works      |             |                |                        | Beställd   |
|            | USS Telesforo Trinidad    | DDG-139      | Ingalls Shipbuilding |             |                |                        | Beställd   |